# The Morning After
The Morning After är det tredje studioalbumet av den kanadensiska R&B-sångerskan Deborah Cox utgivet den 5 november 2002. Den hiphop-influerade skivan producerades till största del av Shep Crawford, Jimmy Jam & Terry Lewis, Rodney "Darkchild" Jerkins och sångerskan själv. 
The Morning After är sångerskans hittills personligaste musikalbum. Skivan blev sångerskans första efter skivbolagsbytet till J Records och debuterade på en 38:e plats på USA:s Billboard 200. Albumet misslyckades därefter att klättra högre och föll ur listan åtta veckor senare. Cd:n presterade avsevärt bättre på USA:s R&B-albumlista; Top R&B/Hip-Hop Albums där den debuterade på en 7:e plats och tillbringade sammanlagt 18 veckor. Trots att albumet snabbt föll ur försäljningslistorna markerar skivan Coxs högst-listpresterande musikalbum till dato. Tack vare att sångerskan var höggravid och väntade sitt första barn vid releasen av skivan blev dess marknadsföring lidande. Endast skivans ledande singel "Up & Down (In & Out)" hade en medföljande musikvideo följt av ett fåtal TV-framträdanden. Singeln tog sig till en 58:e plats på USA:s R&B-lista. Från skivan släpptes ytterligare tre singlar, men som alla presterade mediokert.
År 2003 avslutade J Records sitt kontrakt med sångerskan tack vare låga försäljningssiffror. Mellan åren 2002 till 2005 sålde The Morning After 200 000 exemplar i USA. 

## Låtlista
| 1.  | "Up & Down (In & Out)"                                      | Deborah Cox, Alex Richbourg, James Wright, James Harris III, Terry Lewis                     | Jimmy Jam & Terry Lewis                                                                                     | 5:01 |
| 2.  | "2 Good 2 Be True"                                          | Harold Lilly, Jermaine Dupri                                                                 | Jermaine Dupri                                                                                              | 4:06 |
| 3.  | "Play Your Part"                                            | Shep Crawford                                                                                | Shep Crawford                                                                                               | 3:48 |
| 4.  | "Like I Did"                                                | Deborah Cox, Rodney Jerkins, LaShawn Daniels, Fred Jerkins                                   | Rodney "Darkchild" Jerkins                                                                                  | 3:31 |
| 5.  | "Hurt So Much"                                              | Deborah Cox, James Harris III, Terry Lewis, James Wright                                     | Jimmy Jam & Terry Lewis                                                                                     | 5:07 |
| 6.  | "Just a Dance" (featuring Kurupt)                           | Deborah Cox, Harold Lilly, Kevin Gilliam                                                     | Battlecat                                                                                                   | 3:42 |
| 7.  | "The Morning After"                                         | Deborah Cox, Warryn Campell, Johnta Austin, Charlie Bereal, Kenny Bereal, Ethan Farmer       | Warryn "Baby Dubb" Campbell                                                                                 | 4:27 |
| 8.  | "Givin' It Up"                                              | Deborah Cox, Allen Gordon, Teron Beal                                                        | Allstar | 3:38 |
| 9.  | "Up & Down (In & Out) (Allstar Remix)" (featuring Jadakiss) | Deborah Cox, Alex Richbourg, James Wright, James Harris III, Terry Lewis                     | Allstar | 4:26 |
| 10. | "Oh My Gosh"                                                | John Smith, Johnta Austin, Warryn Campbell                                                   | Warryn "Baby Dubb" Campbell                                                                                 | 3:57 |
| 11. | "Starting with You"                                         | Shep Crawford                                                                                | Shep Crawford                                                                                               | 4:26 |
| 12. | "Mr. Lonely (Hex/Mac Mix)"                                  | Ahmad Russell, Christopher Jennings, Eric Johnson, Eric Jones, Takia Jennings, Terry Johnson | Christopher "Dip Q" Jennings, Eric "Donovan East" Johnson, William "Tippy" Lockwood, Hex Hector, Mac Quayle | 4:03 |
| 13. | "Absolutely Not! (Chanel Mix)"                              | Ahmad Russell, Christopher Jennings, Eric Johnson, Eric Jones, James Glasco, Tiffany Palmer  | Christopher "Dip Q" Jennings, Eric "Donovan East" Johnson, Hex Hector, Mac Quayle                           | 4:06 |

## Listor
| Lista (2010)                   | Topp Position |
| ------------------------------ | ------------- |
| Amerikanska Billboard 200      | 38            |
| Amerikanska R&B/Hip-Hop Albums | 7             |